# Momoka Kadoya
Momoka Kadoya (jap. 角谷萌々果 Kadoya Momoka; ur. 5 czerwca 1995) – japońska zapaśniczka walcząca w stylu wolnym. Zajęła piąte miejsce na mistrzostwach Azji w 2016. Pierwsza w Pucharze Świata w 2017. Wicemistrzyni akademickich MŚ w 2018. Pierwsza na MŚ U-23 w 2018 roku.